# والرین زوبوف
والرین الکساندرویچ زوبوف (۱۸۰۴–۱۷۷۱) یک فرمانده روسی بود که به رهبری حمله روسیه به ایران (۱۷۹۶) بود. خواهر و برادر وی شامل افلاطون زوبوف و اولگا ژربتسوا بودند. چون زوبوف به دلیل پیشرفت برادرش افلاطون در دربار کاترین دوم، چشم‌اندازهای درخشان نظامی را در پیش گرفت. او در آن روزگار به «برازنده‌ترین مرد روسیه» آوازه داشت.
در زمان فرماندهی او به عنوان یک قهرمان نظامی با جسارت باورنکردنی شیر خورده شد. او به عنوان سرلشکر منصوب شد و برای کمک به سوورف در فاجعه قیام کوشیوسکو در لهستان به آن جا اعزام شد، که گفته می‌شد او با بزرگان لهستان و همسرانشان شجاعانه و «با فرومایه‌ترین رفتار» رفتار می‌کند. وی در طی این اقامت در لهستان، با نوه تئودور لوبومیرسکی ازدواج کرد و در پاییز سال ۱۷۹۴ هنگام عبور از باگ غربی، پای چپ ش را، در اثر اصابت گلوله توپ از دست داد.
چند ماه پیش از مرگ کاترین، زوبوف ۲۴ ساله فراخوانده شد تا فرمانده سپاهی شود، که عازم ایران بود. این لشکرکشی، که در سال ۱۷۹۶ آغاز شده بود، هرچند شعار ش در آغاز، بنا بر قولی که روس‌ها ۲۳ سال پیش از آن به گرجستان داده بودند، پاسداری از گرجستان در برابر هرگونه حمله قاجاریان بود، اما اینک تنها یکی از نبردها در رشته ی کشاکش‌هایی بود، که برای برتری در منطقه بود‌ که مدتی دراز میان عثمانی، ایران و امپراتوری روسیه ادامه یافت.

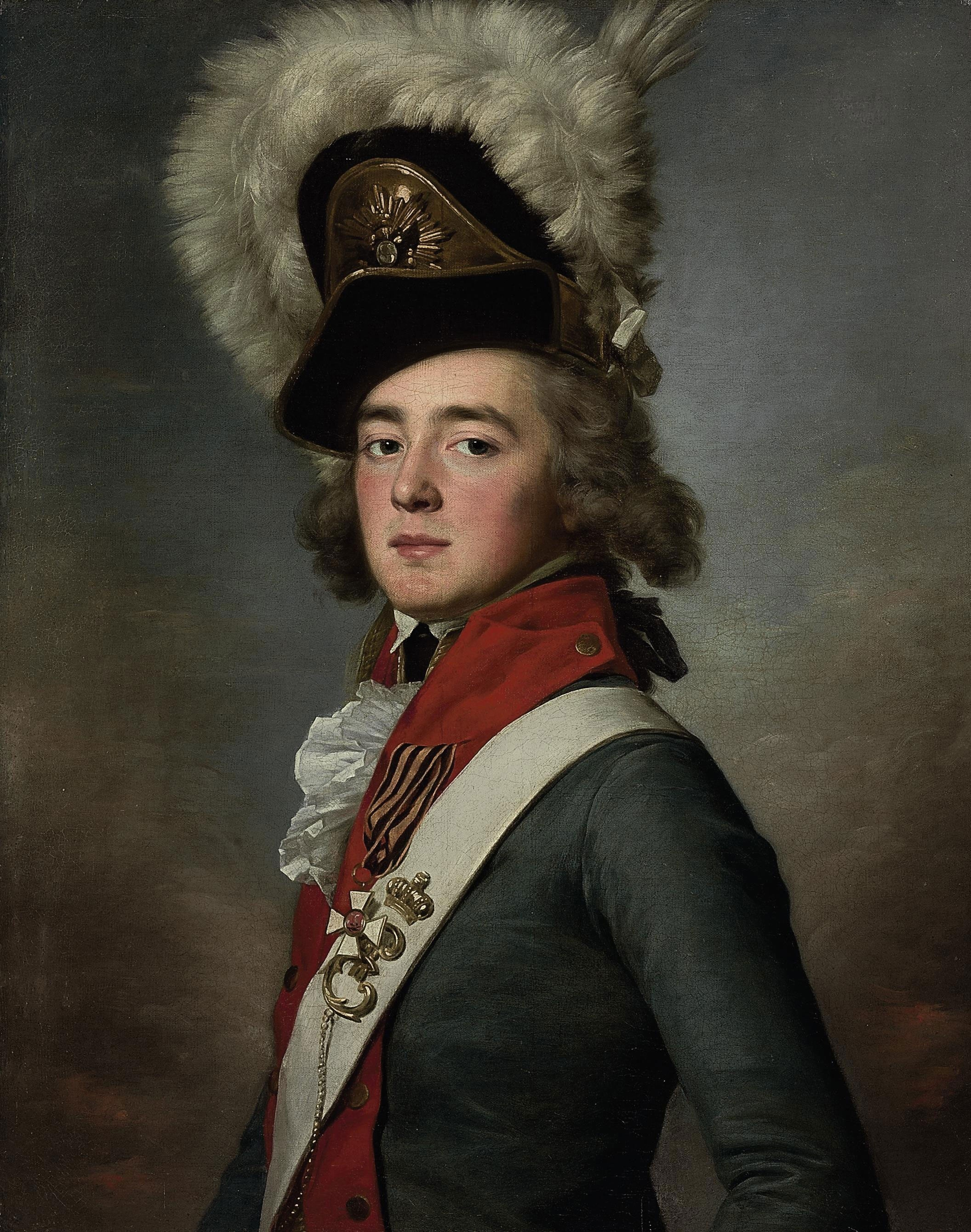
والرین زوبوف

زوبوف این سفر را بسیار امیدوارانه آغازید و در آغاز بهار دربند را در داغستان و در آغاز تابستان همان سال باکو را تصرف کرد. کاترین با این پیشرفت پرشتاب سرخوش بود، که طی دو ماه برخی از دستاوردهای پتر بزرگ را در جنگ ایران و روسیه (۱۷۲۳–۱۷۲۲) تکرار کرده است. ارتش روسیه تا نوامبر همان سال در محل برخورد دو رود ارس و کورا مستقر شد و آماده حمله به سرزمین اصلی ایران بود. در آن ماه بود که کاترین، ملکه روسیه، درگذشت و جانشین ش پاول نخست، که از جنگ بیزار بود و برنامه‌های دیگری برای ارتش داشت، به ارتش فرمان داد که به روسیه عقب بنشینند. بازگشت زوبوف از سفر بخت و اقبال او باعث شده بود که درژاوین با صدای مدیحه‌سرایی و موفقیت به تأمل بپردازد.